# Arco Metropolitano do Rio de Janeiro
A Rodovia Raphael de Almeida Magalhães, popularmente conhecida como Arco Metropolitano do Rio de Janeiro (ou apenas como Arco Metropolitano), é uma autoestrada que foi construída no entorno da Região Metropolitana do Rio de Janeiro com a missão de desviar o intenso tráfego de veículos que apenas atravessam a cidade do Rio de Janeiro, diminuindo, assim, os congestionamentos nas principais vias de acesso à cidade.
O Arco Metropolitano do Rio de Janeiro segue o mesmo percurso formado pelas rodovias BR-493 e parte da BR-116. Liga as cidades de Itaboraí, Guapimirim, Magé, Duque de Caxias, Nova Iguaçu,Queimados, Japeri, Seropédica e Itaguaí. Após diversos atrasos e 6 anos de obras, os 71 km entre Itaguaí e a BR-040 foram inaugurados em 01 de julho de 2014 (duplicação feita pelo Governo do Estado do Rio de Janeiro). O trecho entre a BR-040 (Washington Luís) e a BR-116 em Magé já era duplicado desde 1980. As obras de responsabilidade do Governo Federal (duplicação da BR 493/Sub trecho Magé-Manilha) foram iniciadas somente em agosto de 2014. Inicialmente a previsão de término era julho de 2017. Após um período de anos de abandono pelo Governo Federal, ocorreram obras de duplicação em 6 dos 25 km da Magé-Manilha em 2022, e a total duplicação do trecho, agora concessionado, deverá ocorrer até 2026. 

## Histórico
O projeto foi concebido na década de 1970 e recentemente foi dividido em 2 etapas. O primeiro trecho, com aproximadamente 71 km, liga as rodovias Washington Luís à Rio-Santos e foi executado em cooperação entre o Governo do Estado do Rio de Janeiro e o DNIT. Quando o projeto estiver concluído o Arco Metropolitano terá 145 km. 
Diferente do Rodoanel paulista, o Arco Metropolitano não possuirá trecho sul, visto que inicia e termina próximo a municípios litorâneos, impossibilitando a formação de um anel.
Sua construção foi iniciada em junho de 2008. Em 2009 foram encontrados 22 sítios arqueológicos, número que aumentou para 62 em 2012 . Isso levou ao atraso das obras, pois todos os sítios necessitavam ser catalogados e os materiais encontrados precisavam ser preservados. Apenas um sítio foi mantido e os demais tiveram seu material removido para museus.
Inicialmente a primeira parte da estrada deveria ter ficado pronta em setembro de 2010, porém até o mês de junho de 2011 (3 anos após o inicio das obras) foram executados apenas 35% do primeiro trecho. Novamente o governo do estado veiculou promessas de término das obras em 2012, que não foram cumpridas.  As obras do Arco só foram aceleradas a partir de 2012, e em março de 2014, o Arco já tinha 92% das obras concluídas. Em 1º de julho de 2014, os 71 km entre Itaguaí e a BR-040 foram inaugurados, porém, com trechos ainda em obras e alguns problemas. No km 53, a pista sentido Itaguaí estava fechada para conclusão das obras e os motoristas seguiam por um desvio de 14 km, até o km 67, quando a via voltava a operar em duas pistas. Havia também uma passarela sendo construída, operários colocando grama no canteiro central e animais na pista. Além disso, a via ainda não contava com iluminação pública, que seria instalada até o final de agosto.
O maior problema do projeto do Arco Metropolitano do Rio de Janeiro se tornou, então, a duplicação dos 25,5 quilômetros da Rodovia Magé-Manilha, obra que inicialmente deveria ser feita pela União. A duplicação começou em Agosto de 2014 e tinha previsão de entrega para Julho de 2017. Porém, em 2015 o Governo Federal praticamente abandonou a obra, havendo apenas um bate-estacas trabalhando no Rio Guaraí. A terraplenagem foi abandonada desde 2014. A obra, oficialmente, estava sendo feita pelo Consórcio formado pelas Construtoras Encalso, Sobrenco e Ctsa. O Governo Federal, em 2015, passou a deixar de realizar pagamentos para empreiteiras em vários estados brasileiros, causando falências de empreiteiras e paralisando obras por todo o país. Sem a duplicação da Magé-Manilha, o Arco terá engarrafamentos neste trecho, e funcionará de forma falha. Em 2016 a obra de duplicação da Magé-Manilha voltou a andar sendo que agora a obra de terraplenagem voltou e as primeiras novas pontes estão em construção como as novas pontes do Rio Roncador e do Rio Guaraí. Em 2017 a obra de duplicação da Magé-Manilha ocorria em Itaboraí, onde as novas pistas laterais estavam adiantadas, o mesmo válido para o trecho que corta Guapimirim (Vila Olímpia e Vale das Pedrinhas) e em Magé a terraplenagem estava andando, e a nova ponte sobre o Rio Roncador foi inaugurada mas a antiga ponte foi fechada para ser derrubada para construir-se uma nova ponte. Após um período de anos de obras lentas ou inexistentes fomentadas pelo Governo Federal, houve a entrega de 6 km duplicados da Magé-Manilha em 2022. Então, a rodovia foi concessionada para a EcoRioMinas em outubro de 2022. De acordo com a concessionária, a total duplicação do trecho deverá ocorrer até 2026. 
Com a duplicação da Rodovia Magé-Manilha a mesma será o terceiro e último trecho do Arco Metropolitano e a rodovia ficará totalmente pronta. Portanto o Arco Metropolitano do Rio de Janeiro tem três sub trechos: o primeiro que foi inaugurado em Julho de 2014 que liga Itaguaí até Duque de Caxias no Trevo de Capivari onde se encontra com a rodovia BR-040, o segundo que é a continuidade do primeiro sub trecho é conhecido como Rodovia Rio-Magé que é também a Rio-Teresopólis em que são duas rodovias em uma  (BR-493 e BR-116) onde há um pedágio no município de Magé e o terceiro e último sub trecho a Rodovia Magé-Manilha que está sendo duplicada. É valido lembrar que a Rodovia Magé-Manilha é o trecho do Arco Metropolitano que corta o COMPERJ, havendo uma estrada que já está pronta dessa rodovia até a obra da Petrobras. 
Em 3 de julho de 2006, com a Lei Federal n°11.314, o trecho entre a BR-040 e Rio-Santos foi incluído como trecho da BR-493, fazendo que o trecho tenha duas denominações, como BR-493 e RJ-109.

No dia 23 de janeiro de 2015, com o decreto estadual Nº 45.137, a denominação RJ-109 foi removida do trecho e repassada para a rodovia em projeto, que ligará a Avenida Brasil na altura de Campo Grande ao Arco Metropolitano em Seropédica.

Agora a BR-493, oficialmente falando, é o Arco Metropolitano do Rio de Janeiro.
Há também um projeto de extensão do Arco até Maricá, abrangendo trechos das RJ-106 e 114 e da BR-101.
O valor total da obra era de R$ 536 milhões em 2007. Ao longo do tempo sofreu várias alterações. . À data da inauguração, foi revelado que a obra custou R$ 1,9 bilhão, valor sob suspeita de superfaturamento. 

## Objetivos da obra
Os principais objetivos da construção do Arco Metropolitano são:
- Interligar as diversas vias expressas de entrada e saída do município do Rio de Janeiro facilitando o fluxo do trânsito normal e também em caso de problemas em alguma das vias;
- Evitar a entrada desnecessária de veículos que estejam somente de passagem pela cidade do Rio de Janeiro e de alguns dos municípios da Baixada Fluminense, diminuindo assim os engarrafamentos na Ponte Rio-Niterói e Via Dutra, entre outras vias;
- Fornecer acesso expresso ao Porto de Itaguaí e ao futuro polo petroquímico o COMPERJ (Complexo Petroquímico do Estado do Rio de Janeiro), na cidade de Itaboraí;
- Desenvolver áreas da Região Metropolitana que hoje são inexpressivas economicamente.

## Rodovias interligadas

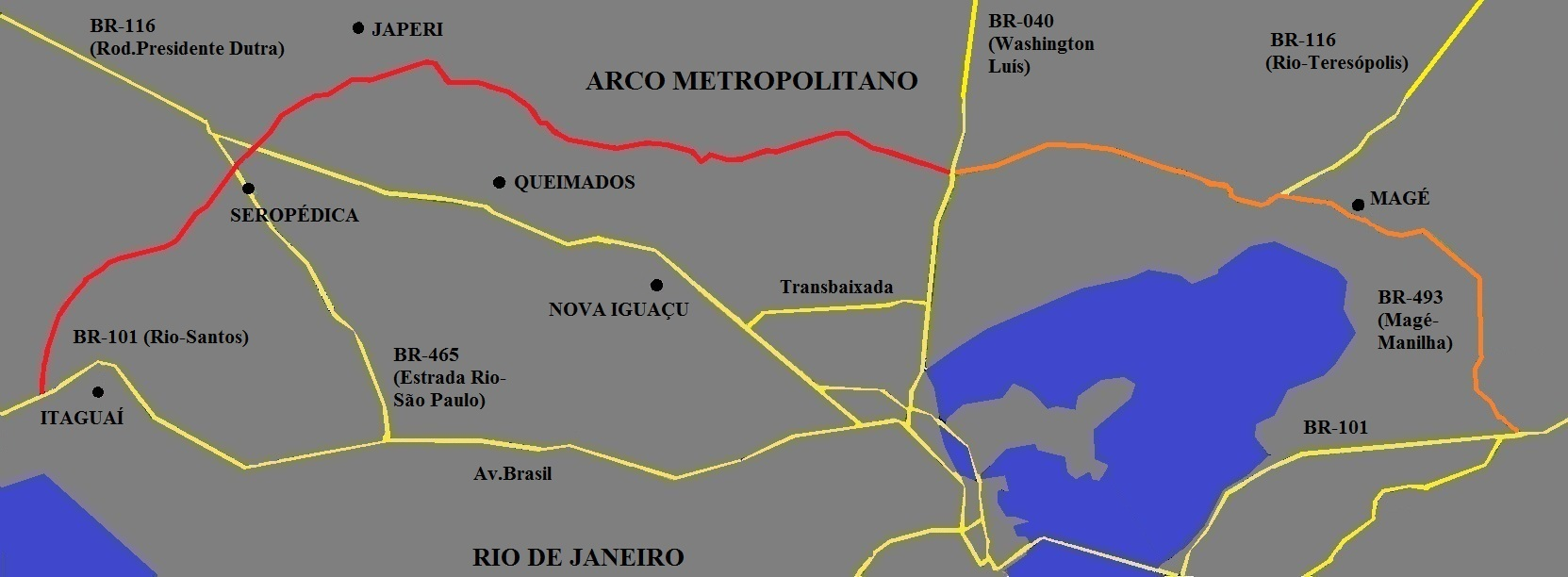
Arco Metropolitano do Rio de Janeiro : O trecho vermelho foi inaugurado em 2014. O trecho laranja já existia, fazendo parte das BRs 116 e 493. A BR 493 será duplicada pelo Governo Federal.

| Trecho A (--)   | Trecho B (2014) |
| --------------- | --------------- |
| Amaral Peixoto  | Washington Luís |
| RJ-114          | RJ-125          |
| Niterói-Manilha | Dutra           |
| Rio-Teresópolis | Rio-São Paulo   |
|                 | Rio-Santos      |